# Regno di Deira

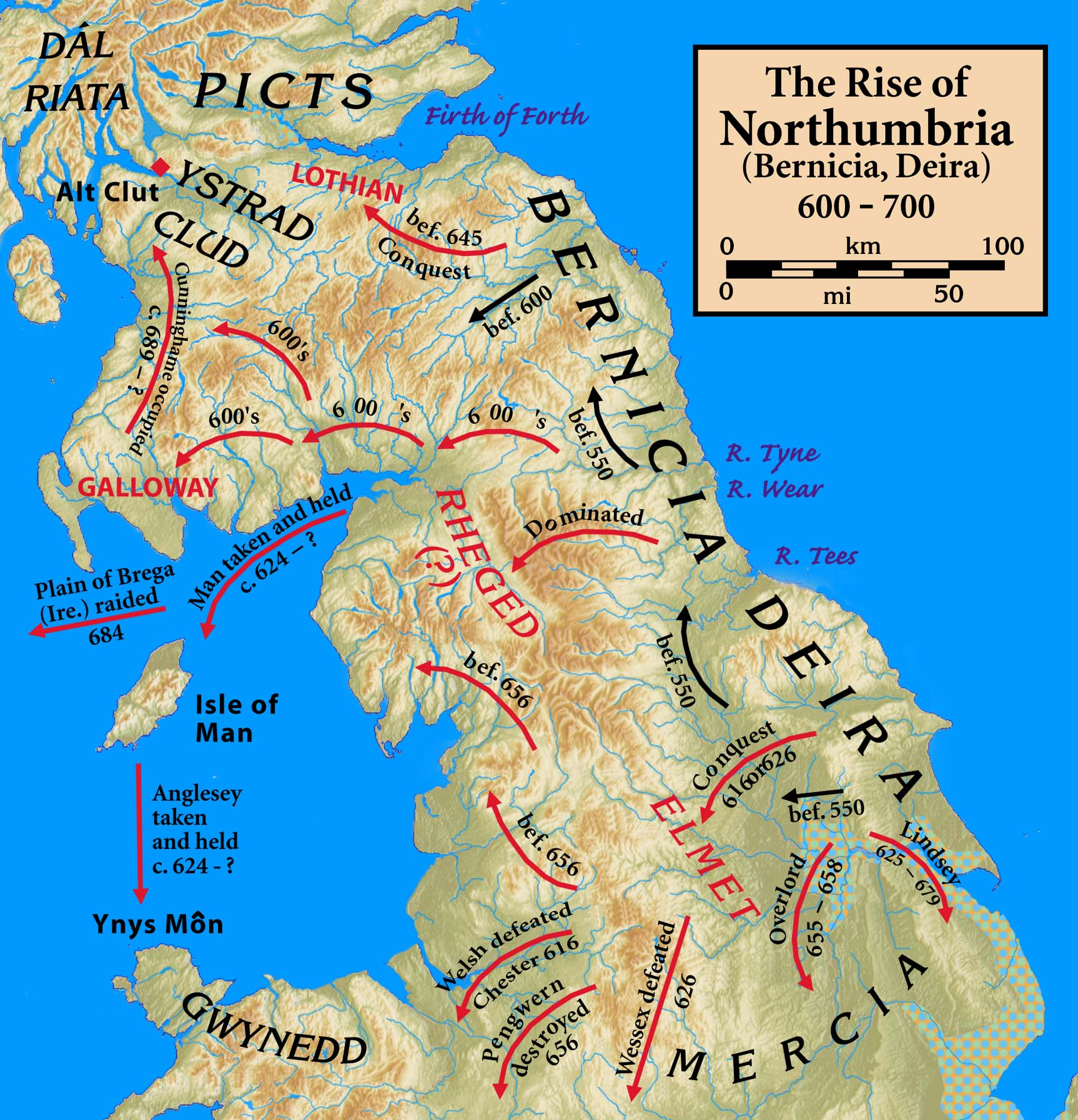
Il Regno di Deira nell'Inghilterra del 600-700 d.C.

Il regno di Deira si formò intorno al 559/560 in Inghilterra, quando gli Angli, che si erano stanziati sulla costa tra la fine del V e gli inizi del VI secolo, si impadronirono del controllo della regione britannica di Deifr, precedentemente parte del regno dell'Ebrauc.
La capitale fu probabilmente a Petuaria (attuale Brough) e il primo re fu Aella, al quale succedette intorno al 588/590 Etelrico, suo figlio o fratello.
Etelrico fu sconfitto e probabilmente ucciso nel 604 dal re di Bernicia Etelfrido, che prese in sposa Acha, figlia di Aella, e regnò così su Deira e Bernicia unificate nel regno di Northumbria.
Un altro figlio di Aella, Edvino, fu costretto all'esilio. Sembra che Etelfrido abbia fatto in modo che Hereric, figlio della sorella di Aella e dunque membro della famiglia reale di Deira, fosse ucciso dal suo ospite, il re di Elmet, Ceredig ap Gwallog. Non riuscì invece a far uccidere Edvino, che era in esilio presso il re dell'Anglia Orientale, Raedwald.
Etelfrido di Northumbria fu sconfitto e ucciso nel 616 in una battaglia sul fiume Ide; Edvino di Deira salì quindi sul trono di Northumbria e crebbe così tanto in potere da diventare Bretwalda (Re Supremo).
Dopo la battaglia di Hatfield Chase, avvenuta nel 632 o 633, nella quale re Edvino fu sconfitto e ucciso, il regno di Northumbria si divise: la Bernicia andò a Eanfrith, figlio di Etelfrido, mentre la Deira andò a un parente di Edvino, figlio di Etelrico, Osric. I regni di Deira e Bernicia furono nuovamente riunificati da Osvaldo, figlio di Etelfrido e della principessa di Deira, Acha, che ebbe anch'egli il titolo di Bretwalda.
Quando Osvaldo fu sconfitto e ucciso nella battaglia di Maserfield, nel 642 o 644, Oswine, figlio del re Osric, divenne re in Deira, ma fu ucciso nel 651 da Oswiu, fratello di Osvaldo, che gli era succeduto sul trono di Bernicia e che sposò Eanfled, figlia di Edvino. Oswiu riunificò definitivamente Deira e Bernicia nel regno di Northumbria.

## Lista dei re di Deira
- Aella - 559/560-588/590
- Etelrico - 588/590-604, figlio o fratello di Aella
- Etelfrido - 604-616 (già re di Bernicia dal 593)
- Edvino - 604-633/634, figlio di Aella (re di Deira e Bernicia, Bretwalda)
- Osric - 633/634, figlio di Etelrico (re di Deira)
- Osvaldo - 634-642/644, figlio di Etelfrido (re di Bernicia e di Deira, Bretwalda)
- Oswine - 642/644-651/655, figlio di Osric (re di Deira)
- Oswiu 651/655-670, figlio di Etelfrido (già re di Bernicia dal 642/644, Bretwalda)
- Aethelwad - 651-652/653, figlio di Oswine, fu temporaneamente re di Deira sotto il dominio di Oswiu.